# Hemipneustes
Genre
Hemipneustes est un  genre éteint d'oursins irréguliers de la famille des Hemipneustidae.

## Description et caractéristiques
Ce sont des oursins irréguliers, marqués par une structure holastéroïde habituelle ovoïde, sans Lanterne d'Aristote.
Le disque apical porte 4 gonopores. Les hydropores sont éparpillés sur toutes les 4 plaques génitales et les 3 plaques oculaires antérieures.
Les paires d'ambulacres sont assez fortement arquées, avec des colonnes très inégales. Les paires de pores des colonnes postérieures sont conjuguées et allongées, celles de la colonne antérieure réduites, surtout adapicalement.
Une dépression frontale continue court de l'apex au péristome, qui contient une bouche largement couverte par la plaque labrale en vue orale.
Les plaques du plastron sont protosternes, avec la plaque labrale s'étendant jusqu'à la 2e plaque sternale.
Le périprocte est inframarginal, bien visible en vue orale, et entouré de deux protubérances subanales.
La tuberculation aborale est fine et homogène.
Ces oursins ne présentent pas de fasciole.
Ce genre a vécu et s'est éteint au Crétacé supérieur (Campanien-Maastrichtien).

### Taxinomie
Ce genre a été décrit en 1835 par le zoologiste suisse Louis Agassiz, avec comme espèce-type Spatangus striato-radiatus Leske, 1778, devenue depuis Hemipneustes striatoradiatus (Leske, 1778).
Comme souvent avec les oursins fossiles, la taxinomie de ce genre est encore très incomplètement harmonisée, et les différentes bases de données divergent largement quant aux espèces à y inclure, avec des lacunes évidentes.
| Selon World Register of Marine Species (30 juin 2014) : - Hemipneustes nicklesi Vidal, 1921 † - Hemipneustes perrieri Cottreau, 1935 † - Hemipneustes sardanyolae Vidal, 1921 † - Hemipneustes striatoradiatus (Leske, 1778) † - Hemipneustes zuffardii Checchia-Rispoli, 1921 † | Selon l'Echinoid Directory : - Hemipneustes arabicus Ali, 1989 † ; Maastrichtien, Arabie. - Hemipneustes compressus Noetling, 1897 † ; Maastrichtien, Moyen-Orient, Maghreb, Inde. - Hemipneustes cotteaui Lambert in Peron, 1887 † ; Campanien, France. - Hemipneustes delettrei Peron & Gauthier † ; Fin du Campanien, Algérie. - Hemipneustes oculatus Cotteau, 1892 † ; Maastrichtien, Belgique. - Hemipneustes persicus Cotteau & Gauthier, 1895 † ; Campanien-Maastrichtien, Iran et Arabie. - Hemipneustes pyrenaicus Hebert, 1875 † ; Maastrichtien, Pyrénées, Moyen-Orient, Maghreb, Inde. - Hemipneustes striatoradiatus (Leske, 1778) † ; Maastrichtien, Europe occidentale. |

D'autres sources ponctuelles ajoutent d'autres espèces, comme le Muséum national d'histoire naturelle qui recense dans ses collections des fossiles de Hemipneustes africanus Deshayes In Agassiz & Desor, 1847, Hemipneustes arnaudi Cotteau, 1892, et Hemipneustes leymeriei Hébert, 1875.

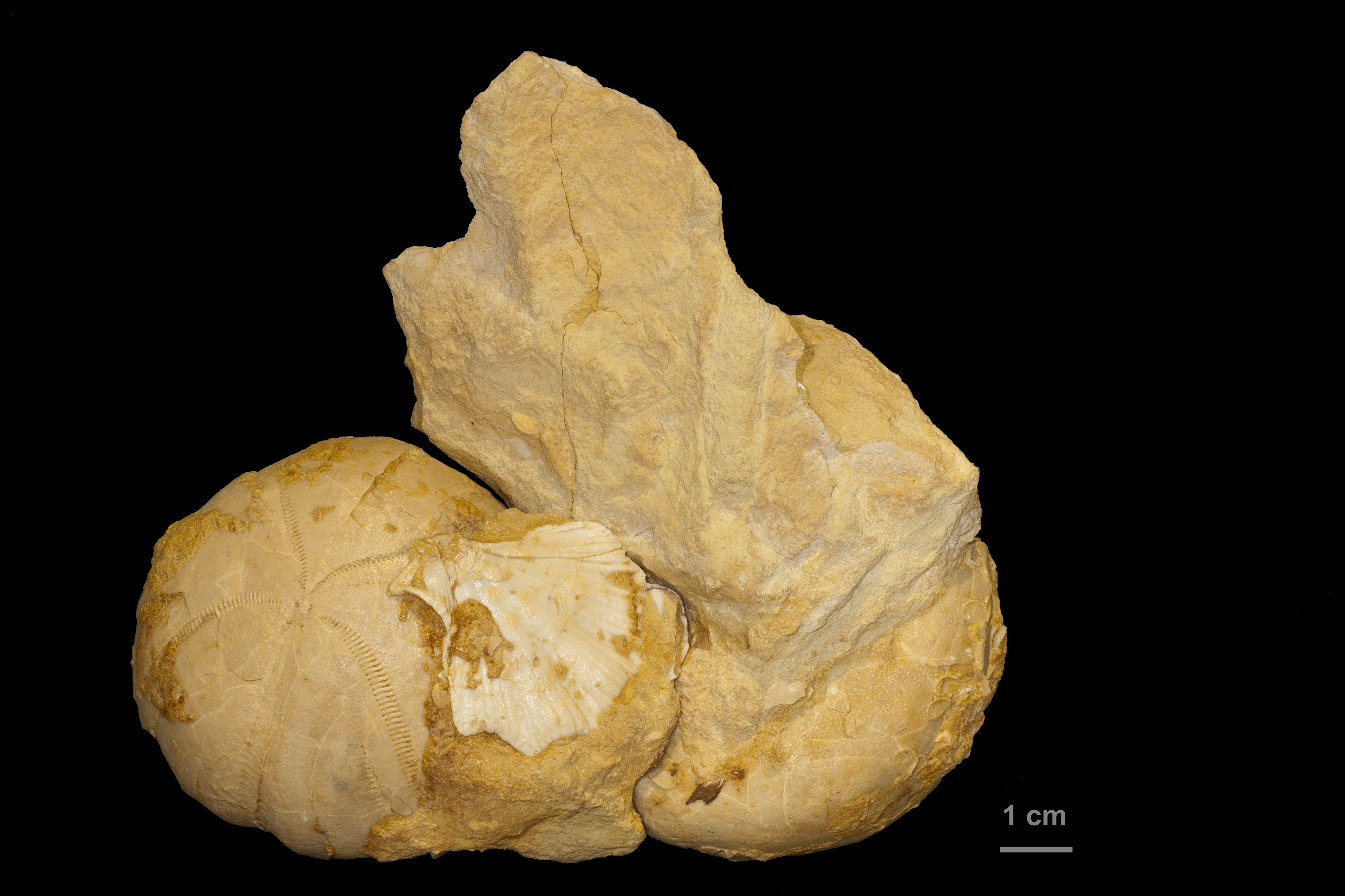
Hemipneustes leymeriei
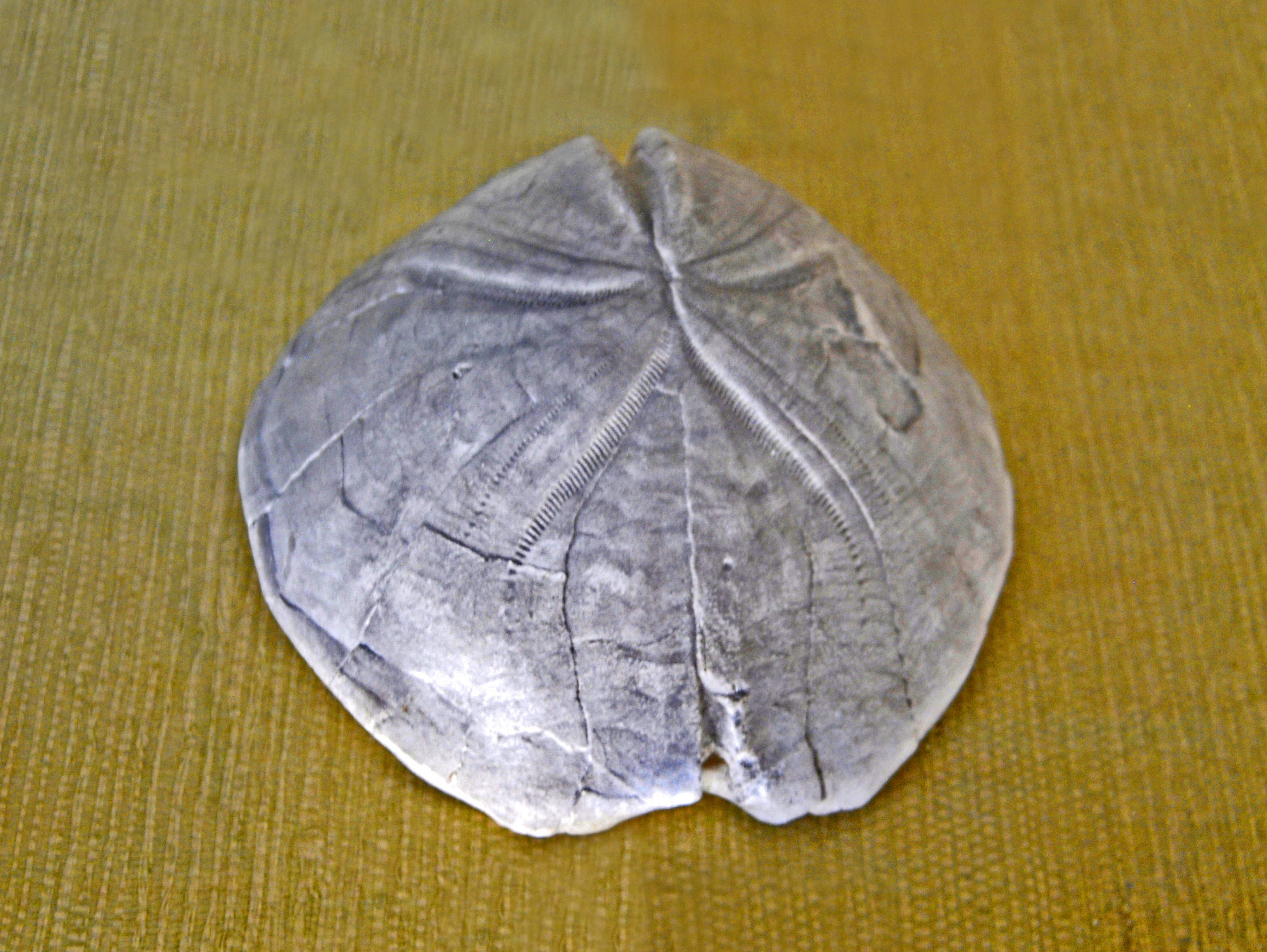
Hemipneustes oculatus